# Жакуй
Жакуй (порт. Rio Jacuí) — річка Південної Америки, у південно-східній частині Бразилії, протікає територією штату Ріу-Гранді-ду-Сул. Впадає в лиман Гуаїба озера-лагуни Патус. Належить до водного басейну Атлантичного океану.

## Географія

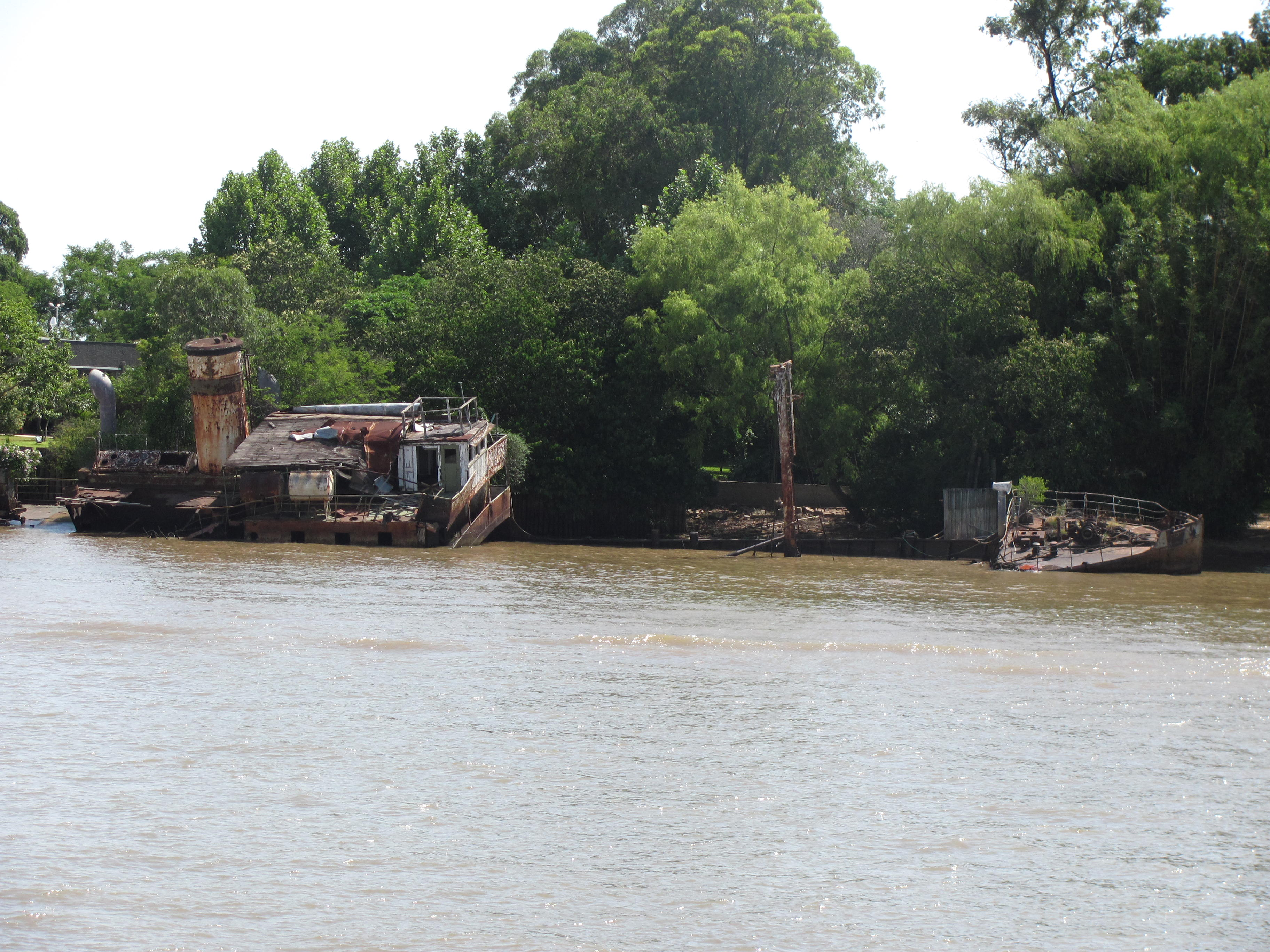
Корабельна аварія на річці Жакуй

Річка починає свій витік на висоті 717 м над рівнем моря, за 8 км на схід від околиці міста Пасу-Фунду, та менше ніж за 1 км від витоку річки Пасу-Фунду. Жакуй повністю розташована на території штату Ріу-Гранді-ду-Сул. У верхів'ї тече, в основному у південному напрямку, після впадіння правої притоки Ріу-Сотурну повертає на південний схід, а після міста Кажоейра-ду-Сул повертає на схід, і тече до міста Порту-Алегрі, де впадає у лиман Гуаїба, який є затокою великого озера-лагуни Патус, що вузькою протокою, у своїй південній частині, з'єднане з Атлантичним океаном. У верхній течії русло річки бурхливе, переривається численними порогами. Тут же, вище міст Тіу-Угу та Салту-ду-Жакуй збудовано дві греблі ГЕС, причому водосховище нижньої — є одним з найбільших штучних водойм штату Ріу-Гранді-ду-Сул. Судноплавна на ділянці від гирла до міста Кажоейра-ду-Сул.
Довжина річки 800 км. Відстань від гирла річки Жакуй до виходу в Атлантичний океан становить близько 300 км. Площа водного басейну 73 000 км². Середній похил русла річки від витоку до гирла — 0,9 м/км, перепад висот 717 м. Середньорічна витрати води у гирлі — 1 900 м³/c.

## Притоки
Найбільші притоки річки Жакуй (від витоку до гирла): Ріу-Жакуй-Мірім (права), Жакузінго (178 км, ліва), Ріу-Сотурну (права), Ріу-Вакакаї (330 км, права), Ріу-Парду (250 км, ліва), Такуарі (530 км, ліва), Ріу-Каї (ліва), Ріу-Dyc-Сінос (ліва), Ґраватаї (34 км, ліва).

## Населенні пункти
Найбільші населені пункти на берегах річки Жакуй (від витоку до гирла): Еспумозу, Салту-ду-Жакуй, Дона-Франциска, Кажоейра-ду-Сул, Ріу-Парду, Тріунфу, Шаркеадас, Порту-Алегрі.

## Фауна та флора
Жакуй має життєво важливе значення для штату і його муніципалітетів. Рослинний та тваринний світ річки дуже багатий і різноманітний, в тому числі він включає значну кількість видів тварин: леопарда, мавпи ревуна, дикої свині пекарі, капібари, видр, чубатої паламедеї, зимородків, пастушкових, великих пітанг, та багатьох видів риб в її водах.

## КаскадГЕС
На річці розташовано ГЕС Пасу-Реал, ГЕС Leonel de Moura Brizola, ГЕС Ітауба, ГЕС Dona Francisca.